# Walton Goggins
Walton Sanders Goggins Jr. (sinh ngày 10 tháng 11 năm 1971) là nam diễn viên người Mỹ. Ông đã tham gia nhiều phim truyền hình như: The Shield (2002–2008), Justified (2010–2015), Vice Principals (2016–2017), The Righteous Gemstones (2019–nay), Invincible (2021–nay), Fallout (2024–nay) và The White Lotus (2025). Ông từng được đề cử các giải Primetime Emmy cho nam diễn viên chính và phụ nổi bật trong sê-ri chính kịch, lần lượt trong các phim Fallout và Justified.
Ở lĩnh vực điện ảnh, Goggins đóng chính và đồng sản xuất phim ngắn đoạt giải Oscar là The Accountant (2001). Các phim khác mà ông góp mặt có thể kể tới như: Predators (2010), Lincoln, Django Unchained (đều 2012), The Hateful Eight (2015), Maze Runner: The Death Cure, Tomb Raider và Ant-Man and the Wasp (đều 2018).

## Tiểu sử
Goggins sinh ra tại Birmingham, Alabama, cha mẹ là Walton Sanders Goggins Sr. và Janet Long. Ông lớn lên tại Lithia Springs nằm ở ngoại ô thành phố Atlanta, Georgia. Goggins tốt nghiệp Trung học Lithia Springs sau đó đi học Đại học Nam Georgia trong vòng một năm.

## Đời tư
Hồi nhỏ ông bị gãy răng cửa sau khi không may bị ném bóng chày vào mặt.
Năm 2001, Goggins kết hôn với một phụ nữ Canada tên Leanne Kaun, cả hai sau đó ly thân cho tới khi người vợ mất ngày 12 tháng 11 năm 2004. Tháng 8 năm 2011, Goggins cưới nhà làm phim Nadia Conners và sinh được một con trai.